# 働きマン
『働きマン』（はたらきマン）は、安野モヨコによる日本の漫画、またこれを原作としたアニメ・テレビドラマ。講談社の『モーニング』にて2004年に連載開始、2008年から休載中で2025年現在も連載再開の目処は立っておらず、事実上の未完作品となっている。コミックスの累計部数は400万部を突破している。

## 概要
都会での仕事をテーマにした漫画作品。基本軸として主人公・松方弘子をおいているが、ストーリーは松方弘子以外の人物に焦点をあて、その人物の仕事観をリアルに描くことも多い。サブタイトルは、その回の中心になる人物を表した「〜マン」という形になっている。
作者はこの作品を描くにあたり、講談社の『週刊現代』編集部へ取材に訪れた。劇中の豪胆社と雑誌「週刊JIDAI」はその講談社と、週刊現代をモデルにしたものである。映像化にあたり、アニメ、ドラマ共にソニー・ミュージックエンタテインメントのアーティストが主題歌を担当している。
イギリスの『タイムズ』において『「働きマン」は日本の男女不平等を覆せるか』というテーマで取り上げられた。
2013年の時点で安野は連載再開の意志があることを明かしているが、連載再開は「かなりむずかしい」と述べた。その理由は、舞台となる出版業界が現実で行き詰まりを迎えており、現在の週刊誌の厳しい現実を主人公が解決できるようなストーリーを編み出せないためだとしている。
4巻以降の単行本の刊行も止まっていたが、2024年に17年ぶりに未単行本化のストーリーを収録した新刊が刊行された。

## あらすじ
松方弘子は28歳で独身。そして、週刊『JIDAI』編集部の女性編集者である。弘子は編集長・上司・同僚たちと一緒に右往左往しながらも良い雑誌を作るために日夜奮闘する。寝食を忘れ、恋人との逢瀬もままならず、ジレンマに悩み、誰かとぶつかり…。それでもいい仕事をするために、弘子は職場で、取材で、そして自宅で、「働きマン」になる。
一所懸命に働く人に、男も女も関係ない。弘子や彼女に関わる人々を通して「仕事とは」、「働くとは」をテーマに描いた漫画である。

## 登場人物
「声」はアニメ版、「演」はTVドラマ版である
松方弘子（まつかた ひろこ）
声 - 田中理恵、水沢史絵（BeeTV版）/ 演 - 菅野美穂
本作品の主人公、女性編集者。独身、元巨乳。28歳。勝気で生真面目な性格。禁煙中であるが最終的には物語の終盤で卒煙している。プライベートが犠牲になっても、恋人との関係で悩んでも、いざ仕事モードとなると猛烈に働く。自他ともに認める「働きマン」。そのためかやたらウルトラマンシリーズの主役のポーズをとる。
身だしなみには気を遣う性格で、ファッションにも抜かりない一方、「働きマン」状態に入ると、衣飾はおろか恋愛も寝食も無くなる。夢は30歳までに編集長になること。納豆巻きをよく食べる（イソフラボン摂取が目的）。就職面接の時に世界征服の野望を語って採用された逸話がある。
名前の由来は松方弘樹。
成田君男（なりた きみお）
声 - 堀内賢雄、藤本幸太郎（BeeTV版）/ 演 - 沢村一樹
デスク。39歳。弘子の上司であり、大らかかつ冷静な性格の男。要領が良く、面倒臭いことはサラリとかわすがおいしいところは持っていく。独身で趣味はアウトドア。人呼んで「生き方上手」。
名前の由来は成田三樹夫。
梅宮龍彦（うめみや たつひこ）
声 - 西村知道、鈴木卓朗（BeeTV版）/ 演 - 伊武雅刀
編集長。45歳。典型的なオヤジ。小鳥を飼っている。愛情表現が不器用なために家庭崩壊し、現在は妻子と別居中（自身は独り暮らし）。『JIDAI』の元敏腕記者。痩身で飄々としているが、いざという時は肝が据わっている。厳しく部下たちに接するがゆえに、自ら嫌われ役になっている。
名前の由来は梅宮辰夫。
渚マユ（なぎさ マユ）
声 - 福圓美里、日野まり（BeeTV版）/ 演 - 平山あや
新人編集者。23歳。小柄で丸顔の可愛い後輩。恋愛小説が大好きで、特に夏目美芳（演 - 小西美帆）の作品がお気に入り。編集者としてはまだまだ駆け出しで、やや抜けているところもあり、提案した企画はほとんど不採用になったり担当の企画を外されたりと、何かと不憫だが仕事熱心。好物はアンパン。
名前の由来は渚まゆみ。
田中邦男（たなか くにお）
声 - 保村真、野町祐太（BeeTV版）/ 演 - 速水もこみち
新人編集者。22歳。労力や努力を嫌うため、仕事ぶりは中途半端な上に自覚のない失言も多く、ダメ出しを受けてもあまり反省しない。個人主義でマイペースな性格。圧倒的に経験が不足しているのに根拠のない自信を持っているタイプ。その労働態度は弘子のカンにさわることばかりで、内心怒り心頭に発している。内面には強烈なチャレンジ精神を持つ。ファッション雑誌への転属を希望している。
名前の由来は田中邦衛。
梶舞子（かじ まいこ）
声 - 田中敦子、高本めぐみ（BeeTV版）/ 演 - 吉瀬美智子
弘子の先輩編集者。31歳。冷静でセクシーかつエレガントな大人の女性。「仕事らしい仕事はしない」位置に上手く収まっている。私生活は一切謎なゆえに、よりいっそう魅力的。
名前の由来は梶芽衣子。
野川由実（のがわ ゆみ）
声 - 宍戸留美、高本めぐみ（BeeTV版）/ 演 - 釈由美子
スポーツ（主に野球）の担当編集者。26歳。プロ野球選手（志村純司）のコラムを連載している。フェロモン満載。可愛い容姿とおっとりした雰囲気で男受けは抜群だが、そのことで女性陣から陰口を叩かれることもある。主張することは少ないが、見かけよりもしたたかで芯も強い。
「『女』で仕事が取れるならそれでいい」が信条。
名前の由来は野川由美子。
堂島保（どうじま たもつ）
声 - 中村秀利 / 演 - 野仲イサオ
弘子の先輩編集者。40歳。皮肉屋で根に持つタイプだが、編集者としてのプライドも高い。「女は寝たら仕事が取れる」と吐き捨てて弘子を怒らせた時のトラブルから彼女を嫌っている。山登りが趣味。
菅原文哉（すがわら ふみや）
声 - 中井和哉、若杉亨（BeeTV版） / 演 - 津田寛治
張り込み専門の張り込み屋。32歳。無愛想で無骨、無口。後に漫画週刊誌編集部へ異動する。女と仕事をすることを嫌う。特に昔、張り込みを嫌がって配属後わずか1ヶ月で配置換えを願い出た弘子のことは今でも気に入らないが、彼女の仕事ぶりには一目置いている。
名前の由来は菅原文太。
小林明久（こばやし あきひさ）
声 - うえだゆうじ / 演 - 荒川良々
愛称こぶ平、こぶちゃん。弘子と同期で飲み友達でもある。28歳。
担当は風俗とグルメ。見かけは肥満気味で、眼鏡でオタクっぽい。編集部きっての情報通。秘密主義の編集部において、思ったことはあっさり言って裏がない、円満な性格。
名前の由来は小林旭。
山城新二（やましろ しんじ）
声 - 花輪英司、田坂秀樹（BeeTV版）/ 演 - 吉沢悠
大手ゼネコン勤務、4年越しの弘子の恋人。28歳。温厚で人あたりの良いタイプ。
仕事は現場監督を経て営業。自分の仕事に対する姿勢を省みて、現在の仕事とやりたい仕事のギャップや弘子のように熱意を持って臨めないことに悩んでいる。互いに多忙なことからすれ違いが多く、デートが流れることもしばしばであったが、あるトラブルをきっかけに遂に破局。後に名古屋に転勤。
名前の由来は山城新伍。
荒木雅美（あらき まさみ）
声 - 岡本麻弥、渡辺智美（BeeTV版）/ 演 - 佐田真由美
弘子の親友。内科医。28歳。仕事が忙しく友人方面に不義理が祟っている弘子が、唯一親しく連絡を取り合う女友達。複数の男性と交際し、医者の見地から、仕事一本槍の弘子に性生活を含めた生活の改善を再三忠告している。

## 書誌情報

### コミックス
- 安野モヨコ 『働きマン』 講談社〈モーニングKC〉、既刊5巻（2024年6月27日現在）
  1. 2004年11月22日発行、ISBN 4-06-328999-0
  2. 2005年7月22日発行、ISBN 4-06-372453-0
  3. 2006年10月6日発行、ISBN 4-06-372550-2
  4. 2007年8月23日発行、ISBN 978-4-06-372626-8
  5. 2024年6月27日発売、ISBN 978-4-06-536471-0

廉価版
- 安野モヨコ 『働きマン』 講談社〈講談社プラチナコミックス〉、全3巻
  1. スイッチオン!働きマン登場編 2017年10月25日発売、ISBN 978-4-06-510568-9
  2. 恋か仕事か!働きマン苦悩編 2017年11月8日発売、ISBN 978-4-06-510607-5
  3. 夢への第一歩!働きマン昇進編 2017年11月22日発売、ISBN 978-4-06-510602-0

### 関連書籍
- 安野モヨコ・モーニング編集部（両監修）『『働きマン』松方弘子のMake It Beauty!』講談社〈KCデラックス〉、全1巻
  - 2007年8月23日発売、ISBN 978-4-06-372336-6
- 安野モヨコ『働きマン　明日をつくる言葉』講談社、全1巻
  - 2007年8月25日発売、ISBN 978-4-06-214207-6
- 安野モヨコ・モーニング編集部（両監修）『『働きマン』松方弘子のMake It Healthy！』講談社〈KCデラックス〉、全1巻
  - 2008年5月23日発売、ISBN 978-4-06-375477-3

## テレビアニメ
2006年10月から12月まで、フジテレビ系列の深夜アニメ枠ノイタミナで全11話を放送。ストーリーはコミックス3巻途中までの内容を元にしており、アニメオリジナルストーリーはなし（ただし、アニメオリジナルシーンはある）。

### スタッフ
- 監督 - 小野勝巳[4]
- シリーズ構成 - 大島里美[4]
- キャラクターデザイン - 香川久[4]
- 美術監督 - 加藤浩[4]（第1話 - 第3話）→西川淳一郎（第4話 - 第11話）
- 色彩設計 - 箕輪綾美
- 撮影監督 - 風村久生
- 音楽 - 菅野祐悟
- 音響監督 - 田中英行[4]
- プロデューサー - 松崎容子、伊藤幸弘、山本幸治
- キャスティング協力 - 東映アカデミー
- アニメーションプロデューサー - 土屋貴彦
- アニメーション制作 - ぎゃろっぷ[4]
- 制作 - 働きマン製作委員会[4]（フジテレビ、アスミック・エース エンタテインメント、ぎゃろっぷ、講談社、スカパー・ウェルシンク、ソニー・ミュージックエンタテインメント、電通）

### 主題歌
オープニングテーマ「働く男」
作詞・作曲 - 奥田民生 / 唄・編曲 - PUFFY / レーベル - Ki/oon Records
- 1990年にリリースされたユニコーンの「働く男」のカバー。

エンディングテーマ「シャングリラ」
作詞 - 高橋久美子 / 作曲 - 橋本絵莉子 / 唄・編曲 - チャットモンチー / レーベル - Ki/oon Records
挿入歌
「思い出は夜汽車に乗って」
唄 - サンボマスター
「世界はそれを愛と呼ぶんだぜ」（第9話）
唄 - サンボマスター

### 各話リスト
| 話数 | サブタイトル     | 脚本     | コンテ     | 演出     | 作画監督              | 総作画監督 |
| ---- | ---------------- | -------- | ---------- | -------- | --------------------- | ---------- |
| 1    | 女の働きマン     | 山田由香 | 小野勝巳   | 小野勝巳 | 山下喜光              | 香川久     |
| 2    | 張り込みマン     | 竹内利光 | 又野弘道   | 又野弘道 | 小山知洋              | 渡辺裕子   |
| 3    | ラーメンマン     | 広田光毅 | 小野勝巳   | 横田和善 | 川島明子              | 香川久     |
| 4    | あやまりマン     | 山田由香 | 立仙裕俊   | 立仙裕俊 | 山﨑展義              | 渡辺裕子   |
| 5    | 振り向きマン     | 広田光毅 | 岩崎太郎   | 岩崎太郎 | 佐々木敦子 谷口淳一郎 | 香川久     |
| 6    | お姫さマン       | 竹内利光 | 向中野義雄 | 渡辺正彦 | 松本朋之              | 渡辺裕子   |
| 7    | こだわりマン     | 広田光毅 | 小野勝巳   | 立仙裕俊 | 小山知洋              | 香川久     |
| 8    | 報われマン       | 広田光毅 | 横田和善   | 横田和善 | 飯野亨 飯飼一幸       | 渡辺裕子   |
| 9    | 一人前の働きマン | 竹内利光 | 又野弘道   | 又野弘道 | 山﨑展義 小山知洋     | 香川久     |
| 10   | 働かないマン     | 山田由香 | 向中野義雄 | 渡辺正彦 | 松本朋之              | 渡辺裕子   |
| 11   | それでも働きマン | 山田由香 | 小野勝巳   | 小野勝巳 | 伊東克修 小林一幸     | 香川久     |

### 放送局
| 放送地域   | 放送局         | 放送期間                       | 放送日時           | 放送系列       | 備考             |
| ---------- | -------------- | ------------------------------ | ------------------ | -------------- | ---------------- |
| 関東広域圏 | フジテレビ     | 2006年10月12日 - 12月21日      | 木曜 24:45 - 25:15 | フジテレビ系列 |                  |
| 近畿広域圏 | 関西テレビ     | 2006年10月17日 - 12月26日      | 火曜 25:45 - 26:15 | フジテレビ系列 |                  |
| 中京広域圏 | 東海テレビ     | 2006年10月19日 - 2007年1月11日 | 木曜 26:05 - 26:35 | フジテレビ系列 |                  |
| 福岡県     | テレビ西日本   | 2006年10月25日 - 2007年1月17日 | 水曜 26:45 - 27:15 | フジテレビ系列 |                  |
| 新潟県     | 新潟総合テレビ | 2006年10月26日 - 2007年1月18日 | 木曜 26:00 - 26:30 | フジテレビ系列 |                  |
| 日本全域   | フジテレビ721  | 2007年6月20日 - 7月25日        | 水曜 21:00 - 21:50 | CS放送         |                  |
| 佐賀県     | サガテレビ     | 2007年10月10日 - 12月19日      | 水曜 24:35 - 25:05 | フジテレビ系列 |                  |
| 日本全域   | アニマックス   | 2008年11月7日 - 2009年1月23日  | 金曜 22:00 - 22:30 | CS放送         | リピート放送あり |
| 日本全域   | dアニメストア  | 2014年3月21日 -                |                    | オンデマンド   |                  |
| 日本全域   | AT-X           | 2016年10月21日 -               | 金曜 20:00 - 20:30 | CS放送         | リピート放送あり |

### 備考
- フジテレビオンデマンド[8]やバンダイチャンネル[9]でも配信されている。

| フジテレビ ノイタミナ  | フジテレビ ノイタミナ | フジテレビ ノイタミナ |
| 前番組                 | 番組名                | 次番組                |
| ---------------------- | --------------------- | --------------------- |
| ハチミツとクローバーII | 働きマン              | のだめカンタービレ    |

## テレビドラマ
2007年10月10日から12月19日まで、日本テレビ系列で毎週水曜22時00分 - 22時54分（JST）に全11話を放送。
初回、最終回ともに15分拡大して23時09分までの放送。第10話は22時35分 - 23時29分の放送。また琉球放送では2007年11月10日より1か月遅れでスタートされている。放送から1年後の2008年10月22日にバップからDVD-BOXが発売された。DVD-BOXの特典ディスクには、ドラマのメイキングや放送時に流れたCMなどの映像が収録されている。
2009年10月からBS日テレで毎週火曜日夜20時から再放送された。
2016年11月23日、勤労感謝の日スペシャルとして日本映画専門チャンネルにて全11話が一挙放送された。

### ゲスト
- 関口歌子（星川の第二秘書） - 夏木マリ（第1話）
- 星川光（外務大臣） - 勝部演之（第1話）
- 志村純司（プロ野球・東京フェニックスの選手） - 上地雄輔（第2話）
- 堀田めぐみ（グラビアアイドル） - 小松彩夏（第3話）
- 情報屋 - 波岡一喜（第3話）
- 糸山左舷（人間国宝の陶芸家） - 戸沢佑介（第4話）
- 新堂リューゴ（映画俳優） - 松田賢二（第5話）
- 安寿（歌手） - 比嘉バービィ（第5話）
- ブルボンヌ緋魅子（占い師） - 假屋崎省吾 （第6話）
- 田村（新二の異動先の後輩） - 佐藤祐基 （第7話）
- めぐみや従業員（告発者）　-　山崎哲史（第7話）
- 浜田部長　-　佐戸井けん太（第7話）
- 田崎 - 笹野高史 （第8話）
- 千葉真（書籍部の営業担当） - 渡部建（アンジャッシュ）（第9話）
- 金子部長（書籍部） - 中丸新将（第9話）
- 松方征治（弘子の父） - 小野武彦 （第10話）
- 佐川亮一（輝英社『週刊SPEAK』デスク） - 羽場裕一 （最終話）
- 竹田洋平（小学校教諭） - 甲本雅裕 （最終話）

### スタッフ（ドラマ）
- 脚本 - 吉田智子
- 演出 - 南雲聖一、佐久間紀佳
- 音楽 - 森英治
- プロデューサー - 加藤正俊、難波利昭
- 美術デザイン - 高野雅裕
- 制作協力 - AX-ON
- 制作著作 - 日テレ

### 楽曲
主題歌「浮世CROSSING」
作詞 - TAKUYA∞ / 作曲 - TAKUYA∞+彰 / 編曲 - UVERworld+平出悟
歌・演奏 - UVERworld （Sony Music Records）
3話から5話まではアバンタイトル後のオープニングで使われた。
エンディング曲「働きマン音頭」
歌 - 働木満 / 振付 - パパイヤ鈴木 / 踊り - おやじダンサーズ
※本編終了後、次回予告の前に、登場人物の後ろでパパイヤ鈴木とおやじダンサーズが曲に合わせて踊っていた。映像は毎回異なっている。
イメージソング「Girlfriend」
作詞・作曲 - A. Lavigne・L. Gottwald / 歌 - Avril Lavigne
ドラマ開始前の番宣CMにて使用。

### サブタイトル
| 各話                                                          | 放送日         | サブタイトル                              | 原作                                      | 働きマン音頭    | 視聴率 |
| ------------------------------------------------------------- | -------------- | ----------------------------------------- | ----------------------------------------- | --------------- | ------ |
| 1                                                             | 2007年10月10日 | 恋愛より仕事…なんてカッコイイ話じゃない!! | 女の働きマン おいしいところを持ってきマン | 弘子            | 15.7%  |
| 2                                                             | 10月17日       | 女の敵はオンナ!?                          | お姫さマン                                | 弘子            | 12.3%  |
| 3                                                             | 10月24日       | いつか勝負をかけるぞマン                  | いつか勝負をかけるぞマン                  | 田中            | 13.0%  |
| 4                                                             | 10月31日       | 憧れと涙…振り向きマン!!                   | 振り向きマン                              | マユ            | 11.1%  |
| 5                                                             | 11月07日       | 仕事に誇りを持てますか?                   | 張り込みマン                              | 成田            | 12.6%  |
| 6                                                             | 11月14日       | ついに…恋と仕事の危機!!                   | あやまりマン 占いマン                     | 弘子            | 10.1%  |
| 7                                                             | 11月21日       | 別れ…それでも仕事はある                   | ずぶ濡れマン                              | 小林            | 12.7%  |
| 8                                                             | 11月28日       | どん底…失恋って大変だ!!                   | 根に持ちマン 帰ってきた働きマン           | 菅原            | 13.2%  |
| 9                                                             | 12月05日       | 仕事に愛情を持てますか?                   | 報われマン                                | 梅宮            | 7.9%   |
| 10                                                            | 12月12日       | 父の思い…私はきっと頑張れる!!             | 昔も今も働きマン 父マン                   | 弘子            | 12.3%  |
| 最終話                                                        | 12月19日       | 29歳の誕生日…恋か仕事か決断の時!!         |                                           | JIDAI編集部全員 | 11.5%  |
| 平均視聴率・12.1%（視聴率は関東地区・ビデオリサーチ社調べ）。 |                |                                           |                                           |                 |        |

| 日本テレビ系 水曜ドラマ                    | 日本テレビ系 水曜ドラマ                | 日本テレビ系 水曜ドラマ             |
| 前番組                                     | 番組名                                 | 次番組                              |
| ------------------------------------------ | -------------------------------------- | ----------------------------------- |
| ホタルノヒカリ （2007年7月11日 - 9月12日） | 働きマン （2007年10月10日 - 12月19日） | 斉藤さん （2008年1月9日 - 3月19日） |

## ムービーコミック
2011年5月1日より漫画に音声や特殊効果を加えたムービーコミックがBeeTVの「Beeマンガ」にて配信された。